# Solecardia eburnea
Solecardia eburnea is een tweekleppigensoort uit de familie van de Galeommatidae. De wetenschappelijke naam van de soort is voor het eerst geldig gepubliceerd in 1849 door Conrad.